# 鈴木央
鈴木央（日语：／ Suzuki Nakaba，1977年2月8日—）是一名日本男性漫畫家，福島縣須賀川市出生，已婚。代表作是《七大罪》、《高爾夫物語》、《冰上悍將》。

## 作品列表

### 連載作品
- 高爾夫物語（日语：ライジングインパクト）（RISING IMPACT）
週刊少年Jump（集英社）1998年52號 - 2002年12號
台灣繁體中文版青文出版社代理，陳鈞然翻譯
香港繁體中文版文化傳信代理
- 紅蓮之拳（Ultra Red）
週刊少年Jump（集英社）2002年45號 - 2003年29號
台灣繁體中文版青文出版社代理，陳鈞然翻譯
香港繁體中文版玉皇朝代理
- 妳與我之間（日语：僕と君の間に）
Ultra Jump（集英社）2004年 - 2006年
繁體中文版青文出版社代理，沈立學翻譯
- 冰上悍將 (漫畫)（日语：ブリザードアクセル）（Blizzard Axel） 
週刊少年Sunday（小學館）2005年15號 - 2007年27號
台灣繁體中文版尖端出版代理，JINKAME翻譯
香港繁體中文版文化傳信代理
- 金剛番長（日语：金剛番長）
週刊少年Sunday（小學館）2007年47號 - 2010年15號
台灣中文版尖端出版代理，核廢料翻譯
香港繁體中文版文化傳信代理
- Miracle Jump（集英社）2011年N°01 - N°03
- 不協調的戀人（ちぐはぐラバーズ）
週刊少年Champion（秋田書店） 2011年20號、21號、及2012年15號 - 2012年30號
繁體中文版東立出版社代理，林佳祥翻譯
- 七大罪（七つの大罪）
週刊少年Magazine（講談社） 2012年45號 - 2020年17號
繁體中文版東立出版社代理，林志昌翻譯，新少年快報連載
- 啟示錄四騎士（黙示録の四騎士）

### 單篇
- Revenge
'95 Spring Special掲載、Pop★Step賞SELECTION第15集收錄，出道作品
- '95 Winter Special掲載
- SAVAGE
週刊少年Jump1996年46號掲載，Revenge的續篇
- 赤丸Jump 1998 WINTER掲載，《高爾夫物語》第2集收錄
- Memory of Moon（メモリーオブムーン）
週刊Young Jump2004年14、15號掲載
- Go! Breakthrough!!（ゴー!ブレイクスルー!!）
IKKI2004年3月號掲載
- 冰上悍將（ブリザードアクセル）
週刊少年Sunday2004年28號掲載
- Ultra Jump 2010年1月號、2011年2月號掲載
- Sunday GX 2010年10月號掲載
- 別冊少年Magazine2011年5月號掲載
- 七大罪（七つの大罪）
週刊少年Magazine2011年第52號掲載

## 外部連結
- （日語）